# Mont Ophir
Le Mont Ophir est un pays mentionné dans la Bible, le pays d'Ophir, qui le décrit comme celui des mines du Roi Salomon, sur lequel les critiques ont proposé un grand nombre de conjectures, sans pouvoir déterminer s'il était simplement situé au sud-ouest du Sahara, sur le territoire de l'actuel Mali, ou beaucoup plus à l'Ouest et au Sud, dans le royaume de Guinée.
Ce pays fut, d'après l'Ancien Testament, peuplé par Ophir, fils de Yoktan. Les treize fils de Yoctan demeurèrent depuis Messa jusqu'à Séphar, montagne d'Orient. Mais comme Messa et le mont Séphar sont des endroits aussi inconnus qu'Ophir lui-même, il a fallu prendre une autre route pour découvrir le pays d'Ophir. On a consulté tous les passages où il est fait mention de ce pays, et on a remarqué que les mêmes vaisseaux qui allaient à Tarsis, allaient aussi à Ophir, qu'ils s'équipaient sur la mer Rouge, au port d'Asiongaber et qu'il fallait trois ans à la flotte de Salomon pour faire le voyage d'Ophir.
Cette flotte rapportait de son voyage de l'or, des paons, des singes, des aromates, de l'ivoire, des bois d'ébène. L'or d'Ophir était selon la Bible le plus estimé de tous les ors dont il est paré dans l'Ecriture, et le pays d'Ophir était le plus abondant en or.